# Pfarrhaus (Remshart)

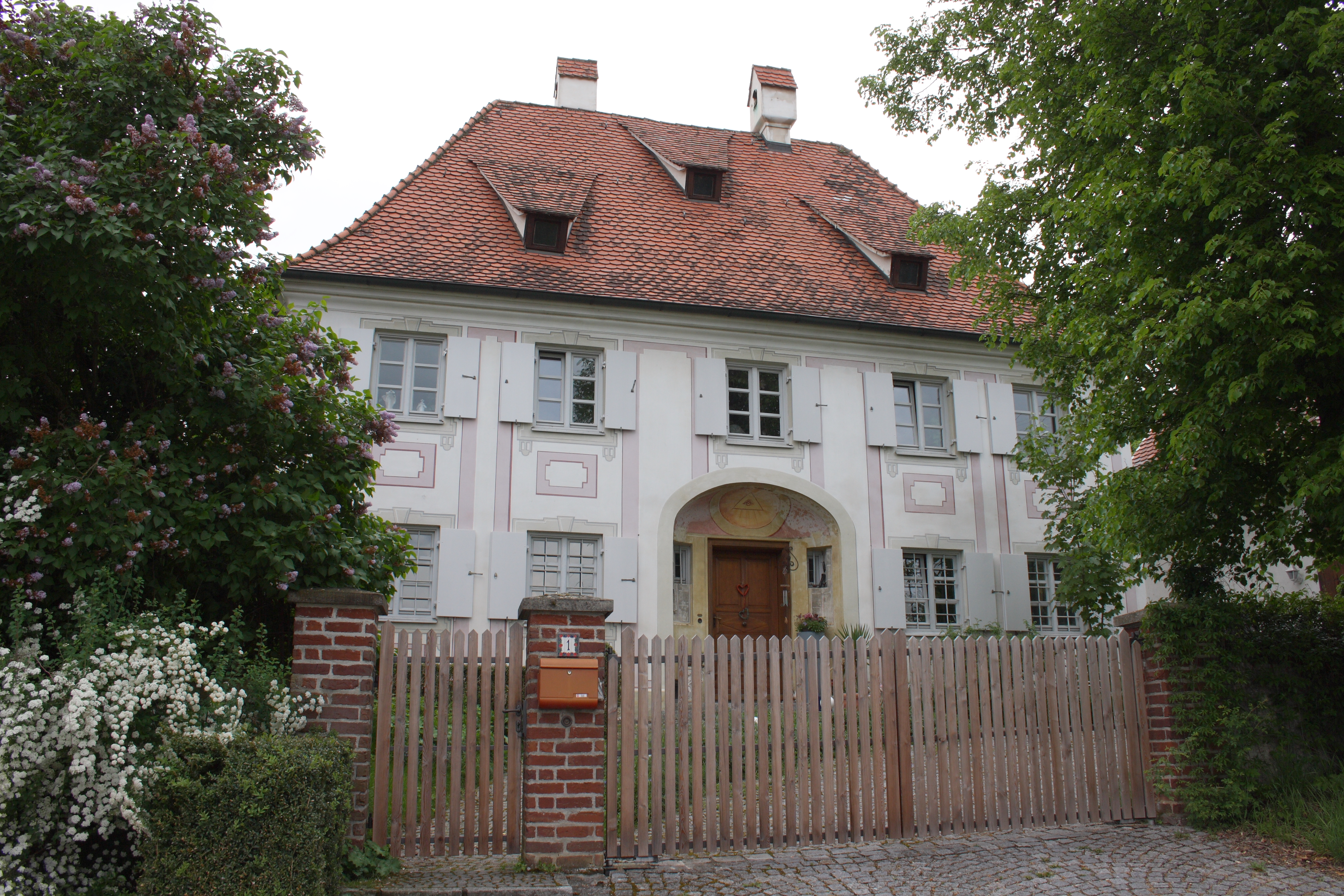
Ehemaliges Pfarrhaus in Remshart

Das Pfarrhaus in Remshart, einem Gemeindeteil von Rettenbach im Landkreis Günzburg im bayerischen Regierungsbezirk Schwaben, wurde 1783/84 errichtet. Das ehemalige Pfarrhaus am Haldenweg 1, gegenüber der Kirche St. Leonhard, ist ein geschütztes Baudenkmal.

## Beschreibung
Der zweigeschossige Walmdachbau wurde von Joseph Dossenberger auf einem tonnengewölbten Keller des Vorgängerbaus errichtet. Das Gebäude besitzt vier zu fünf Fensterachsen. Der Zugang befindet sich in einer korbbogigen Eingangsnische. 
Aus der barocken Bauzeit sind noch die Dielenböden, profilierte Türstöcke, Vierfeldertüren mit Beschlägen und die Balustertreppe erhalten.